# سالینومایسین
سالینومایسین (انگلیسی: Salinomycin) نوعی داروی آنتی بیوتیک است. این دارو فعالیت ضدمیکروبی بالایی علیه باکتری های گرم-مثبت دارد، اما در مقابل قارچ ها و باکتری های گرم-منفی بی تاثیر است.